# Goodenia pterigosperma
Goodenia pterigosperma är en tvåhjärtbladig växtart som beskrevs av Robert Brown. Goodenia pterigosperma ingår i släktet Goodenia och familjen Goodeniaceae. Inga underarter finns listade i Catalogue of Life.